# ستيف فولي (لاعب كرة قدم أمريكية أمريكي)
ستيف فولي (بالإنجليزية: Steve Foley)‏ هو لاعب كرة قدم أمريكية أمريكي، ولد في 11 نوفمبر 1953 في نيو أورلينز في الولايات المتحدة.

## وصلات خارجية
- ستيف فولي (لاعب كرة قدم أمريكية أمريكي) على موقع مرجع كرة القدم المحترفة.كوم (الإنجليزية)
- ستيف فولي (لاعب كرة قدم أمريكية أمريكي) على موقع قاعة لويزيانا للمشاهير الرياضية (الإنجليزية)